# Tim Breaux
Pour les articles homonymes, voir Breaux.
Timothy « Tim » Breaux, né le 19 septembre 1970 à Bâton-Rouge, en Louisiane, est un ancien joueur américain de basket-ball. Il évolue durant sa carrière au poste d'ailier.

## Palmarès
- Champion NBA 1995